# Paris Première
Paris Première è una rete televisiva francese, disponibile via cavo, su satellite e sul servizio di digitale terrestre, Télévision Numérique Terrestre. Il canale è stato inaugurato il 15 dicembre 1986 ed è di proprietà del gruppo M6.
Paris Première è concepita come una rete generalista di fascia alta, principalmente dedicata alla trasmissione di trasmissioni culturali. I destinatari sono principalmente gli appartenenti alla classe sociale denominata "CSP+" (livello socio-professionale alto).